# Violin
Violinen er et strygeinstrument med fire strenge, stemt i kvinter: G, D1, A1 og E2, hvor A-strengen således stemmes i kammertonen. Den er sopran-instrumentet blandt strygeinstrumenterne. Violinen er det instrument der, bortset fra klaveret, er skrevet flest værker til.
Ordet violin er italiensk og betyder et lille strengeinstrument (efter latin vitula). En person, der spiller på violin, kaldes en violinist. 

## Historie
Violinen i den form, vi kender den i dag, blev opfundet i Italien omkring 1550 og blev frem til ca. 1750 udviklet af violinbyggere som Andrea Amati, Nicolo Amati, Antonius Stradivarius, Giuseppe Guarneri (også kaldet del Gesù). Disse byggeres instrumenter anses for uovertrufne og kan være særdeles kostbare (op til 50 millioner kroner). Siden da har violinen ændret sig dels for at kunne spille kraftigt i en stor koncertsal dels som følge af romantikkens ændrede idealer. 
De tidlige strenginstrumenter var oftest anslagsinstrumenter (som for eksempel lyren). Strøgne instrumenter menes at stamme fra Centralasien som for eksempel det Mongolske instrument Morin huur. Hestehårene på nutidens violinbuer peger også på, at traditionen stammer fra det mongolske rytterfolk. .
Det er disse strygeinstrumenter, der har spredt sig til det meste af Asien og Mellemøsten, hvor de har udviklet sig til instrumenter som erhu (Kina), rebab (Mellemøsten) og esraj (Indien).
Den moderne violin udvikledes fra strygeinstrumenter fra Mellemøsten, hvor handelsruter ofte gik til. Specifikt den arabiske rebec har været et forbillede. 
Den ældst kendte violin med fire strenge er konstrueret ca. 1555 af Andrea Amanti. Der er dokumenteret violiner tidligere, men de havde kun tre strenge. Violinen blev straks meget populær i alle samfundslag, og i 1560 bestilte den franske kong Charles IX 24 af Amanti. Den ældste eksisterende violin er fra dette sæt og er kendt som "Charles IX", fremstillet i Cremona cirka 1560.
Op gennem 1600- og starten 1700-tallet blev violinen videreudviklet af violinbyggere som Andrea Amati, Nicolo Amati, Antonius Stradivarius og Andrea Guarneri. 
I sidste halvdel af 1700-tallet undergik violinen betydelige ændringer, specielt i halsens længde og hældning. De fleste af de ældre instrumenter undergik også disse ændringer, hvorfor de er i en betydelig anderledes stand, end da de forlod violinbyggernes værksteder. Instrumenterne i deres nuværende stand er dog stadig af mange set som topmålet for klang og håndværk, og violinbyggere verden over stræber efter at nå de gamle udformninger.
Instrumenter fra den første tid er de mest eftersøgte instrumenter, både blandt musikere og samlere.

## Konstruktion og mekanik
En almindelig violin består oftest af en topplade af gran (kaldet dækket), sider, bagplade, hals og hoved af ahorn. Oftest er en hagestøtte placeret lige over eller til venstre for strengeholderen. Den karakteristiske timeglasform giver plads til at buen kan vinkles. Halsen er normalt lavet af ahorn, som bagtil er ulakeret for at give mindre friktion når hånden bevæges, og fortil er hæftet på gribebrættet, som oftest er lavet af ibenholt. På billigere instrumenter er det lige så ofte en billigere type træ som er bejdset sort.
Ibenholt er det mest velegnede materiale til formålet, da dets hårdhed giver det modstandskraft mod slitage.
Instrumentets dele er limet sammen med lim baseret på dyrehud. Limen er vandbaseret og kan opløses, så instrumentet kan skilles ad ved reparation. Svagere lim benyttes til dele, der oftere skal kunne tages af, som fx sadlen.
Stolen er et stykke præcist udskåret ahorn, som fungerer som nederste kontaktpunkt for strengenes vibrationslængde. Stolen overfører strengenes svingninger til selve violinkroppen. Under stolen, inden i violinen sidder stemmestokken. Den og stolen er ikke limet, men sidder i spænd. Stemmestokken overfører svingninger fra dækket til bagpladen, og den er uhyre vigtig for instrumentets klang.
Selv om de fleste violiner er bygget af nogenlunde samme mængde træ, er der mange fine parametre, hvor afvigelser på brøkdele af millimeter har betydning for instrumentets resonans:
- Kassens udformning
- Gribebrættet, som er af ibenholt, skal have rette hældning
- Over- og undersidens tykkelse (dæk eller bryst og bund eller ryg på violinen)
- Stolen, som strengene hviler henover, skal have rigtig udformning og forbindelse til dækket
- Stemmestokkens placering, tykkelse og forbindelse til dæk og bund
- De f-formede hullers placering og udformning
- Strengenes hældning, spænding og beskaffenhed
- Buens udformning skal give buen både stivhed og elasticitet
- Buehårene skal være af god kvalitet og være befæstet, så flest buehår har optimal kontakt med strengene.
- Instrumentets alder, da både lak og træ generelt bliver klangmæssigt bedre med alderen

Hertil kommer stengenes stemning og – naturligvis – musikerens dygtighed til at håndtere instrumentet – såvel generelt som musikerens fortrolighed med netop det individuelle instrument, der spilles på.

### Strengene
Strengene var tidligere lavet af blandt andet tarme fra får og katte, som efter at være blevet strakt, tørret og snoet, blev klippet i længder på cirka en meter. Moderne strenge kan også være af stål eller syntetisk tarm, og det er langt det mest almindeligt brugte fremstillings materiale i dag. De fleste violinister har ekstra strenge sammen med deres instrument, da strengene kan springe efter en vis tid. Enten pga. slitage eller fordi musikeren får overstemt en enkelt streng. E-strengen, som er den tyndeste, springer oftere end de andre.
De fleste violiner har fire strenge, men der findes også instrumenter med fem, seks eller syv strenge. De ekstra strenge er oftest stemt dybere end G-strengen, men stadig i kvinter; altså C, F og B♭. Hvis instrumentets krop (mensur) er det samme som det på en almindelig violin (omtrent 33 cm), kan instrumentet kaldes en violin. Er mensuret større, vil instrumentet skulle kaldes en bratsch. Fem- eller flerstrengede instrumenter ses oftest indenfor jazz- eller folkemusik.

### Størrelsen
Violiner laves i flere størrelser, betegnet med en brøk. De mindre bruges til yngre violin-elever, for eksempel suzuki-elever. Violinerne findes udover 4/4 (som er fuld størrelse) i størrelserne 3/4, 1/2, 1/4, 1/8, 1/10, 1/16 og 1/32. De mindste violiner (i størrelser under 1/2) findes generelt ikke i raffineret kvalitet, da størrelserne er til begyndere, som har brug for et solidt instrument. 
Disse brøk-betegnelser har intet med den reelle størrelse at gøre, og således er en 3/4-violin ikke 3/4 størrelse af en violin i fuld størrelse. Kropslængden (uden hals) af en almindelig violin er cirka 35 cm., en 3/4-violin er cirka 33 cm. og en 1/2-violin er cirka 30 cm. Violinstørrelser er ikke standardiserede, og kan variere fra bygger til bygger.

### Buen
Violinens strenge anstryges med en bue som består af et bundt hestehår sat i spænd mellem buens spids og froschen. En typisk violinbue er omkring 75 cm og vejer omkring 60 g.
I enden af buen, bag froschen sidder en skrue, som spænder eller løsner hårene. Lige foran froschen sidder en tommelpude af læder, og en vikling hvis formål er at beskytte buens træ, og at forbedre grebet. Vindingen kan være af ståltråd, silke eller plastic.
Buens hår er traditionelt halehår fra en skimmelhingst, selvom nogle billigere buer er udstyret med syntetiske fiberhår. Hårene skal jævnligt behandles med forarbejdet harpiks. Det giver dem en tilstrækkelig gnidningsmodstand til at strengene ved berøringen under strygning kommer i svingninger og giver lyd, og forlænger deres levetid markant. Buen er traditionelt fremstillet af brasiltræ, men billigere buer er ofte lavet af glasfiber eller billigere træsorter. I de senere år fremstilles buer af kulfiber.

## Stemning
Violinen stemmes ved at dreje stemmeskruerne under sneglen, eller ved at justere finstemmerne, som sidder i strengeholderen på nogle violiner. Finstemmere findes ikke på alle violiner, og virker kun med stålstrenge, som ofte har et højere spænd end tarmstrenge, og ikke er nær så elastiske. Nogle violinister har finstemmere på alle strenge, men professionelle musikere har oftest kun en på E-strengen, da finstemmere menes at tage noget af klangen, og kan give ridser på dækket.
For at stemme en violin starter man med at stemme A-strengen til kammertonen (440 hertz). Spiller violinisten sammen med et fasttoneinstrument som et klaver eller en harmonika, stemmes ind efter dette. De resterende strenge stemmes oftest ind på gehør ved med buen at stryge dobbeltstrøg, og rette ind således at intervallet bliver rent.

## Spilleteknik
Violinen holdes normalt på venstre side af violinistens hals, med venstre side af kæben hvilende på hagebrættet. Violinen hviler på violinistens skulder, eventuelt ved hjælp af en skulderstøtte. Indenfor folkemusikken er der desuden tradition for at violinen holdes længere nede, altså bunden af violinen sættes mod siden af ribbenene. For at spille på violinen, stryger man strengene med buen (arco) eller ved at knipse strengene (pizzicato). 

### Venstre hånd og intonering
Violinens gribebræt har ingen bånd, og derfor må violinisten vide præcist hvor fingrene skal sættes. Gennem øvelse og øretræning, lærer violinisten at tage tonerne rent, ganske intuitivt. Begyndere kan have tapestykker sat på gribebrættet, for at lette positioneringen, men ofte går der ikke længe før tapen er overflødig. 
Fingrene er fortløbende nummereret; 1 (for pegefinger) til 4 (for lillefinger), 0 indikerer den løse streng. Hvad der ikke ses af skemaet til højre er forholdet mellem fingerplaceringerne, som bliver mindre jo længere man bevæger sig op ad halsen. De blå markeringer illustrerer placeringen af tape for begyndere.

### Positioner
Venstre hånds placering på gribebrættet kaldes position. Første position, som er den mest brugte og hvor flest begyndere starter, spænder fra det dybe G (den løse G-streng), og til fjerdefinger på E-strengen, altså et tonen H.
Anden position er når man flytter hånden således at førstefingeren ligger på andenfingerens plads, og så fremdeles. Antallet af positioner kommer an på hvor dygtig violinisten er. Den højst praktisk mulige position er den 15.
Den samme tone vil klinge meget forskelligt alt efter hvor på instrumentet, og på hvilken streng den spilles. Nogle gange kan man komme ud for at en komponist eller arrangør specificerer hvilken streng en specifik tone skal spilles på, for at opnå den ønskede klang. 
Under normale omstændigheder vil man dog mest benytte positionsspil for at lægge tonerne lettere for violinisten.

### Vibrato
Vibrato er en teknik i venstre hånd og arm. Violinisten vibrerer i arm og/eller hånd med resultatet at fingerspidsen bevæger sig let og rytmisk fra side til side, og dermed ændrer tonelejet for den spillede tone. Normalt vibreres kun nedefter, da den menneskelige hørelse altid vil opfatte den højeste tone som den mest fremtrædende, og det derfor ville lyde falsk hvis der vibreredes opefter. Klassiske violinister spiller som regel altid vibrato med mindre andet eksplicit er nævnt. Dette kan gøre det besværligt for en klassisk violinist at spille andre stilarter, hvor vibrato ikke er fremherskende; f.eks. barokmusik.
Vibrato kan også benyttes til at spille en hurtig trille, som er mindre udtalt end hvis man laver en fingertrille.

### Overtoner/Flageolet
Overtoner frembringes ved at berøre strengen let med en fingerspids, frem for at trykke strengen ned. Dette skal foregå på strengens svingningspunkter. Halverer man for eksempel strengen vil en overtone klinge en oktav over strengens grundtone.
En fløjteagtig overtone kaldes ofte en flageolet.

## Stilarter

### Klassisk musik
Siden barokken har violinen været et af de vigtigste instrumenter indenfor klassisk musik: Violinens klang skiller sig ud fra andre instrumenter og gør det fordelagtigt for violinen at holde en melodilinje. I et symfoniorkester er der 22-30 violiner fordelt på henholdsvis første- og andenviolin. Derudover kan der benyttes violiner i strygekvartetter og anden kammermusik. I en strygekvartet er der ofte to violinstemmer, en bratschstemme og en cello- (eller sjældnere kontrabas) stemme.

### Jazz
De tidligste referencer til violinen som jazzinstrument er fra omkring 1920. Den første store jazzviolinist var Joe Venuti, som er bedst kendt for sit samarbejde med guitaristen Eddie Lang i løbet af 1920'erne. Siden er jazzviolin blevet meget populært og der har været mange berømte jazz-violinister. I Danmark er Svend Asmussen og Finn Ziegler blandt de mest kendte
Violiner høres ofte som underlægning i baggrundsorkesteret på mange jazz-indspilninger.

### Populærmusik
Op til 1970'erne indgik strygeinstrumenter i langt det meste populærmusik. De meget populære Motown-indspilninger fra 1960'erne og 1970'erne brugte violinerne som et slags kendemærke. 70'ernes disco gjorde også god brug af violinerne, som det kan høres i Gloria Gaynors I will survive og Love Unlimited Orchestras Love's theme.
Senere vestlig musik har i høj grad erstattet violinerne med syntetiske violinlyde, selvom bands som The Corrs, Kansas og Electric Light Orchestra har benyttet rigtige violiner. Indisk og Arabisk pop-musik indeholder i høj grad violiner, både solo og i ensembler.

### Folkemusik
Vestlig folkemusik og violinen hænger meget tæt sammen. Irsk, britisk, dansk og amerikansk folkemusik er alle tæt forbundne med violinen. Mange af disse traditioner lever videre på den måde at melodierne ikke nedskrives, men i stedet overleveres fra generation til generation. 
Inden for især amerikansk folkemusik ses violiner hvor stolen er slebet ned, således at den ikke buer i samme grad som andre violiners. Dette gør det nemmere at spille dobbelt- eller trippelgreb, og dermed spille akkorder.

## Elektriske violiner
En elektrisk violin er en violin som er udstyret med en elektrisk signaludgang, som således kan sættes til et lydanlæg. Der er to typer af elektriske violiner:
- Den elektroakustiske violin: En violin som kan producere akustisk lyd, men som også kan sættes til et lydanlæg
- Den elektriske violin: En violin som kun producerer elektrisk signal.

Elektroakustiske violiner ligner ofte en almindelig violin, da de er nødt til at have en resonansbund for at kunne producere elektriske toner. Elektriske violiner er herimod fri for de akustiske design-krav og kan derfor udformes frit, når blot strengene og gribebræt er inkluderet.